# Supertaça Cândido de Oliveira 2009
La Supertaça Cândido de Oliveira 2009 è stata la 32ª edizione di tale competizione, la 9ª a finale unica. È stata disputata il 9 agosto 2009 allo Stadio comunale di Aveiro. La sfida ha visto contrapposte il Porto, vincitore della Primeira Liga 2008-2009 e della Taça de Portugal 2008-2009, ed il Paços de Ferreira in qualità di finalista della coppa nazionale.
Grazie al 2-0 inflitto ai rivali, il Porto ha potuto sollevare per la 16ª volta nella sua storia questo trofeo.

## Le squadre
| Squadre        | Qualificazione                                                             | Partecipazioni precedenti (il grassetto indica la vittoria)                                                                                         |
| -------------- | -------------------------------------------------------------------------- | --- |
| Porto          | Vincitore della Primeira Liga 2008-2009 e della Taça de Portugal 2008-2009 | 24 (1979, 1981, 1983, 1984, 1985, 1986, 1988, 1990, 1991, 1992, 1993, 1994, 1995, 1996, 1997, 1998, 1999, 2000, 2001, 2003, 2004, 2006, 2007, 2008) |
| Paços Ferreira | Finalista della Taça de Portugal 2008-2009                                 | Prima partecipazione assoluta |

## Tabellino
| Arbitro: | Jorge Sousa |

|                            |           |  |
| Farías 59’ Bruno Alves 89’ | Marcatori |  |

| Porto | Paços de Ferreira |

### Formazioni
| Porto             |    |                    |     |     |
|                   |    |                    |     |     |
| P                 | 1  | Hélton             |     |     |
| D                 | 13 | Jorge Fucile       |     |     |
| D                 | 14 | Rolando            |     |     |
| D                 | 2  | Bruno Alves ()     | 48’ |     |
| D                 | 15 | Álvaro Pereira     | 44’ |     |
| C                 | 25 | Fernando           |     |     |
| C                 | 7  | Fernando Belluschi |     | 46’ |
| C                 | 3  | Raul Meireles      |     | 90’ |
| A                 | 17 | Silvestre Varela   |     | 74’ |
| A                 | 11 | Mariano González   |     |     |
| A                 | 12 | Hulk               |     |     |
| A disposizione:   |    |                    |     |     |
| P                 | 33 | Nuno               |     |     |
| D                 | 16 | Maicon             |     |     |
| D                 | 22 | Miguel Lopes       |     |     |
| C                 | 6  | Fredy Guarín       |     | 90’ |
| C                 | 8  | Diego Valeri       |     |     |
| C                 | 20 | Tomás Costa        |     | 74’ |
| A                 | 19 | Ernesto Farías     |     | 46’ |
| Allenatore:       |    |                    |     |     |
| Jesualdo Ferreira |    |                    |     |     |

| Paços Ferreira  |    |                      |     |     |
|                 |    |                      |     |     |
| P               | 1  | Cássio               |     |     |
| D               | 5  | Ozéia                | 72’ | 82’ |
| D               | 15 | Baiano               |     |     |
| D               | 17 | Kelly Berville       |     |     |
| D               | 14 | Jorginho             | 36’ |     |
| C               | 19 | Ricardo              |     |     |
| C               | 96 | Filipe Anunciação () |     | 65’ |
| C               | 8  | Pedrinha             |     | 68’ |
| A               | 15 | Cristiano            |     |     |
| A               | 10 | Leonel Olímpio       | 56’ |     |
| A               | 20 | Romeu Torres         | 48’ |     |
| A disposizione: |    |                      |     |     |
| P               | 84 | Coelho               |     |     |
| D               | 7  | Maykon               |     |     |
| D               | 37 | Carlitos             |     | 65’ |
| C               | 25 | Fábio Pacheco        |     |     |
| C               | 77 | José Coelho          |     | 82’ |
| A               | 9  | William              |     | 68’ |
| A               | 11 | Leandrinho           |     |     |
| Allenatore:     |    |                      |     |     |
| Paulo Sérgio    |    |                      |     |     |